# 遊戲夜殺必死
是一部2018年美國驚悚喜劇片，由約翰·戴利和強納森·高斯汀執導。由傑森·貝特曼、瑞秋·麥亞當斯、凱爾·錢德勒、傑西·普萊蒙和傑佛瑞·懷特主演。電影由華納兄弟發行並定於2018年2月23日在美國上映。
故事敘述一群朋友常聚在一起舉辦遊戲之夜，直到某天晚上他們發現自己正捲入一起真正的謀殺案。

## 劇情
兩位遊戲高手麥斯和安妮一次在酒吧的知識搶答遊戲中槓上後，便迅速戀愛乃至結婚。夫妻倆計劃要個孩子，但麥斯因為從小到大總是被他帥氣有魅力、事業更成功的哥哥布魯克斯打敗，造成他的不安全感乃至焦慮而無法生下孩子。就在麥斯和安妮每週一次在家舉辦的遊戲之夜，固定前來的人則是夫妻倆的好友們瑞恩、凱文和蜜雪兒，受邀的布魯克斯開著一輛紅色雪佛蘭科威特跑車前來，在眾人面前道出麥斯童年時的糗事。布魯克斯邀請所有人一星期後去他家體驗一場會讓他們“終身難忘”的遊戲之夜，安妮為了幫麥斯討回面子而決定跟丈夫聯手打敗布魯克斯。而他們夫妻的遊戲之夜一向不邀請鄰居蓋瑞，一位毫無幽默感且待人詭異的警察，他跟妻子黛比離婚後就變得沉默寡言，導致麥斯和安妮從此以後很少跟他來往。
一星期後，一行六人包含瑞恩的新約會對象莎拉來到布魯克斯家中集合。布魯克斯講解他僱用一家謀殺推理遊戲公司上演一場角色扮演形式的解謎遊戲，聲言贏家將會贏走他的跑車。一小時後，一位扮演聯邦調查局特務的男演員走進來為他們講解故事內容並交出首個線索時，兩個黑衣人突然走進來打昏特務並綁走布魯克斯。麥斯和安妮等人認為這是遊戲劇情一部分，分成三個兩人小組分別拿線索解謎。除了凱文和蜜雪兒公平競爭以外，麥斯和安妮想到靠追蹤布魯克斯的手機來搶先抵達終點，而瑞恩和莎拉靠追查布魯克斯信用卡記錄找到他僱用的遊戲公司來得到所有謎語答案。
麥斯和安妮追蹤手機至一間酒吧，途中帶上布魯克斯身上掉下的隨身手槍，誤以為是配合遊戲的玩具。他們找到關在酒吧儲藏室裡的布魯克斯後，安妮剛要慶祝勝利卻無意開槍打傷麥斯的手臂，他們才發現這場遊戲其實是真實事件。三人逃離酒吧時被兩名綁架犯追殺，布魯克斯解釋對方可能是他在黑市交易中惹來的仇家「保加利亞人」所派來，源於他將保加利亞人買下的一顆法貝熱彩蛋轉賣給另一位買家「馬龍·費里曼」。布魯克斯不想將麥斯牽扯進來而中途跳車，自願被綁架犯抓回去。這時，真正遊戲公司演員趕到布魯克斯家中，讓凱文、蜜雪兒、瑞恩和莎拉分別得知整件事都不是遊戲；麥斯和安妮趕回來會合後，只好合作尋找擁有法貝熱彩蛋的馬龍·費里曼，搶回彩蛋並救出布魯克斯。為了得到相關資料，他們只好來到蓋瑞家中以玩遊戲為名，偷偷靠蓋瑞的警察系統查找。
雖然沒找到保加利亞人的真實身份，但麥斯得知馬龍·費里曼的身份為富有人士唐納·安德頓。查完資料後，麥斯發現他的手臂流血滴在蓋瑞的狗身上、乃至噴灑在蓋瑞的結婚紀念品上，只好帶領全員趁蓋瑞發現前馬上離開。眾人來到唐納·安德頓的豪宅後，瑞恩在地下室派對裡注意到放在保險箱裡彩蛋後搶過來，經過一場驚險的爭奪戰後仍然奪回彩蛋並逃離豪宅。然而，他們不慎將彩蛋摔碎後，發現彩蛋其實是藏著一小條證人保護計畫名單的贗品，認為名單才是對方想要的東西。他們來到指定交易橋上時，兩名綁架犯卻打算殺死他們所有人滅口，布魯克斯對麥斯坦誠他從小到大都是靠作弊和欺騙來獲得一切，目的只是想跟麥斯一樣成功，坦言他本是要靠今晚的遊戲最後有意讓麥斯贏得跑車來作為對過去的贖罪，表示他早就偷偷將車鑰匙放入麥斯口袋裡。
蓋瑞突然現身救下所有人，身負一槍後讓麥斯和安妮對一直以來沒邀請他參加遊戲之夜感到懊悔，但蓋瑞這時揭露他中的假傷，以及整個夜晚都是他一手安排的遊戲，自導自演且指使兩位綁架犯，是為了證明他的遊戲水平高，能促使麥斯和安妮以後會邀請他。但蓋瑞表示他不知情證人名單或布魯克斯惹上仇家的事情，這時保加利亞人本人到場打傷蓋瑞後索要名單，在布魯克斯將其吞下去後將他抓走。麥斯和安妮開著布魯克斯的跑車一路追到機場，用電影《即刻救援3》的結尾高潮方式撞斷對方飛機起落架，夫妻倆聯手打敗保加利亞人跟他的保鏢，將其五花大綁後救出布魯克斯，結束這次遊戲之夜。
幾個月後，因罪行而被軟禁在家的布魯克斯，重新邀請眾人包括蓋瑞來到他家進行新一輪遊戲之夜，同時表示他已將名單以三百萬美元賣出，順便收取名單上所有證人的兩萬警告費用。經過之前事情而對童年陰影釋懷的麥斯，在遊戲裡得知安妮已經懷孕，正當所有人皆大歡喜時，屋外又出現兩名持槍的黑衣人準備闖入布魯克斯家裡。
在片尾段落中揭示蓋瑞為一整晚遊戲所做的各種安排，同時他還在監視前妻黛比似乎在跟什麼人見面或約會。而黛比在一所加油站遇到一位長相酷似丹佐·華盛頓的男子肯尼，其身為蜜雪兒在喝酒遊戲《我從來沒有過》中交代過她曾經和名人睡過覺的同一個人。

## 演員
- 傑森·貝特曼 飾 麥斯·戴維斯，安妮的丈夫
- 瑞秋·麥亞當斯 飾 安妮·戴維斯，麥斯的妻子
- 凱爾·錢德勒 飾 布魯克斯·戴維斯，麥斯的兄弟
- 莎朗·霍爾根（英语：Sharon Horgan） 飾 莎拉
- 拉蒙尼·莫里斯（英语：Lamorne Morris） 飾 凱文
- 凱莉·邦布瑞（英语：Kylie Bunbury） 飾 蜜雪兒
- 傑西·普萊蒙 飾 蓋瑞·金柏利，警察，麥斯和安妮的鄰居
- 傑佛瑞·懷特 飾 聯邦調查局特務，布魯克斯僱用的演員
- 比利·馬格努森 飾 瑞恩，麥克斯和安妮的好友
- 約翰·戴利 飾 卡特
- 強納森·高斯汀 飾 丹

## 製作
2016年5月24日，新線影業聘用強納森·高斯汀和約翰·戴利改寫和執導電影《遊戲夜殺必死》，而傑森·貝特曼則透過Aggregate Films來製作該片。2017年1月宣佈，將由瑞秋·麥亞當斯、傑森·貝特曼和傑西·普萊蒙主演。2017年2月，凱莉·邦布瑞加入演員陣容。同年3月，據報導拉蒙尼·莫里斯、比利·馬格努森、凱爾·錢德勒和莎朗·霍爾根加盟電影。2017年4月，傑佛瑞·懷特將在電影中飾演FBI特工。

### 拍攝
主體拍攝在2017年4月初位於喬治亞州亞特蘭大進行。

## 發行
電影由華納兄弟發行，原定於2018年2月14日上映，後改為2018年3月2日上映。2017年底，電影又改為2018年2月23日在美國上映。

### 評價
《遊戲夜殺必死》獲得了正面居多的評價。在爛番茄根據218條專業評論，持有84%的新鮮度，平均得分6.8／10，亦獲得觀眾平均78%的肯定。該片在Metacritic上獲得了66分。據CinemaScore調查，觀眾的平均評價在A+到F間落於「B+」。

### 票房
在美國和加拿大，《遊戲夜殺必死》與《滅絕》、《每，一天》共同上映及競爭，外界預估《遊戲夜殺必死》於首週能從3488間戲院中獲得1300萬至2100萬美元的票房。週四晚間電影賺進了100萬美元。美國首週票房開出1660萬美元，位居當週票房亞軍。